# Tilinca
 (novembre 2020).
La tilinca (de l'ukrainien : Теленка), aussi appelée telynka, tylynka ou telenka, est un instrument à vent d'Europe de l'Est. Il s'agit d'une forme primitive de la dentivka mais dont les trous sont absents.

## Description
La note dépend de la force du souffle de l'interprète dans l'instrument et de la façon dont le musicien bouche, à l'aide de son doigt, le pavillon. Il est fabriqué à partir de tilleul, de sambucus, de sycomore ou de saule . Sa longueur est d'environ 35 à 40 cm, bien que les instruments puissent mesurer jusqu'à 60 cm de longueur. Cet instrument est très courant en Roumanie, en particulier dans les zones limitrophes de la région ukrainienne de Bucovine où il est connu sous le nom de tilinca . 
La tilinca est souvent accompagnée par la zongora lors de Hora Lunga.
Elle ne doit pas être confondue avec le tilinko qui, contrairement à la tilinca, possède des trous pour varier les notes.

### Voir également
- Kalyuka
- Koncovka
- Musique folklorique ukrainienne